# پاراکند (لنکران)
پاراکند (به لاتین: Parakənd) 
(به تالشی: Poədi) یک منطقه مسکونی در جمهوری آذربایجان است که در شهرستان لنکران واقع شده‌است. پاراکند ۱٬۱۴۹ نفر جمعیت دارد.